# Thysanoprymna flava
Thysanoprymna flava là một loài bướm đêm thuộc phân họ Arctiinae, họ Erebidae.